# María del Carmen Perrilliat y Montoya
María del Carmen Albertina Julia Perrilliat y Montoya conocida también como María del Carmen Perrilliat Montoya es una investigadora pionera en la paleontología mexicana. Fue coordinadora de la Colección Nacional de Paleontología de México. Se ha especializado en el estudio de fósiles de moluscos cretácicos, ha descubierto varios especímenes y algunas de las especies en México llevan su nombre.

## Trayectoria
María del Carmen Perrilliat ha desarrollado investigaciones dentro de las áreas de Biología, Geología y Paleontología en la Facultad de Ciencias de la Universidad Nacional Autónoma de México. Fue alumna y colaboradora de Gloria Alencáster Ybarra, inició su carrera paleontológica en el Instituto Geológico de la Universidad Nacional Autónoma de México. Formó parte de la primera generación que se considera como los peldaños de la Paleontología Mexicana. Es integrante de la Asociación Mexicana de Ciencias en las ramas de Geología y Paleontología, se encuentra en el consejo editorial de la Revista Mexicana de Ciencias Geológicas y del Sistema Nacional de Investigadores en México. Coordinadora de la Colección Nacional de Paleontología del Instituto de Geología de la Universidad Nacional Autónoma de México que actualmente lleva su nombre. En 2005 recibió el Reconocimiento Sor Juana Inés de la Cruz que se otorga las investigadoras destacadas en la docencia, investigación o difusión de la cultura.

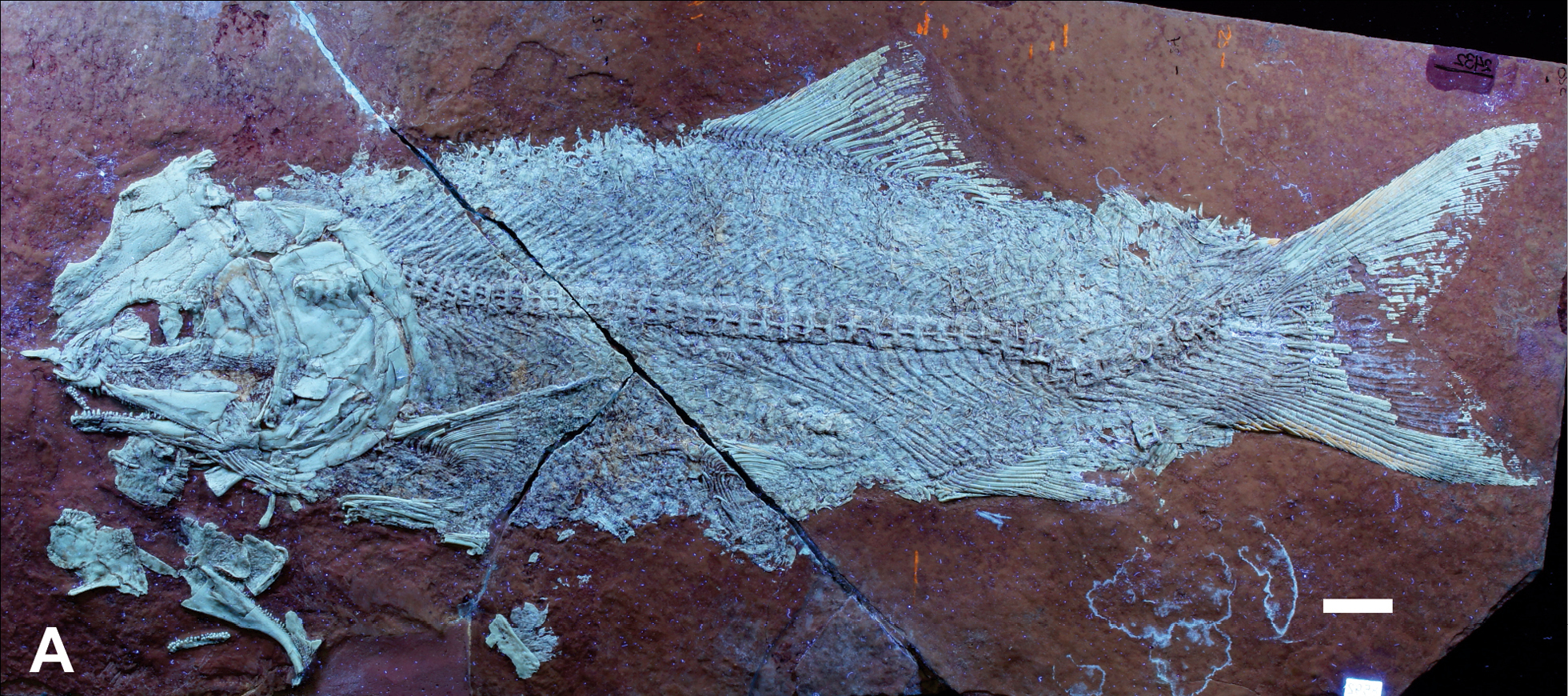
Quetzalichthys perrilliatae, peces fósiles del Cretácico nombrados en honor de la doctora Perrilliat resguardados en la Colección Nacional de Paleontología

Formó parte del Consejo Directivo de la Sociedad Mexicana de Paleontología desde 1996 y hasta 2006, desempeñando distintas funciones iniciando como editora de sus publicaciones hasta llegar a la presidencia del organismo que tiene como objetivo desarrollar y promover la investigación paleontológica en México, la preservación y uso racional de los fósiles como georecursos culturales y científicos. Ha contribuido a visualizar la historia de la Paleontología en México en la comunidad científica internacional, sus investigaciones sobre registros fósiles de México abarcan desde el Precámbrico hasta el Pleistoceno especializándose en moluscos de los periodos Cretácico y Terciario.

### Líneas de investigación
Entre los estudios más importantes de la paleontología mexicana de invertebrados marinos fósiles elaborados a partir de 1960, se reconocen los trabajos de María del Carmen Perrilliat con sus reportes sobre moluscos del periodo de la era cenozoica ubicados en el sur de México. También ha realizado importantes contribuciones en el estudio de la fauna de los periodos cretácicos y terciario en el norte de Baja California.

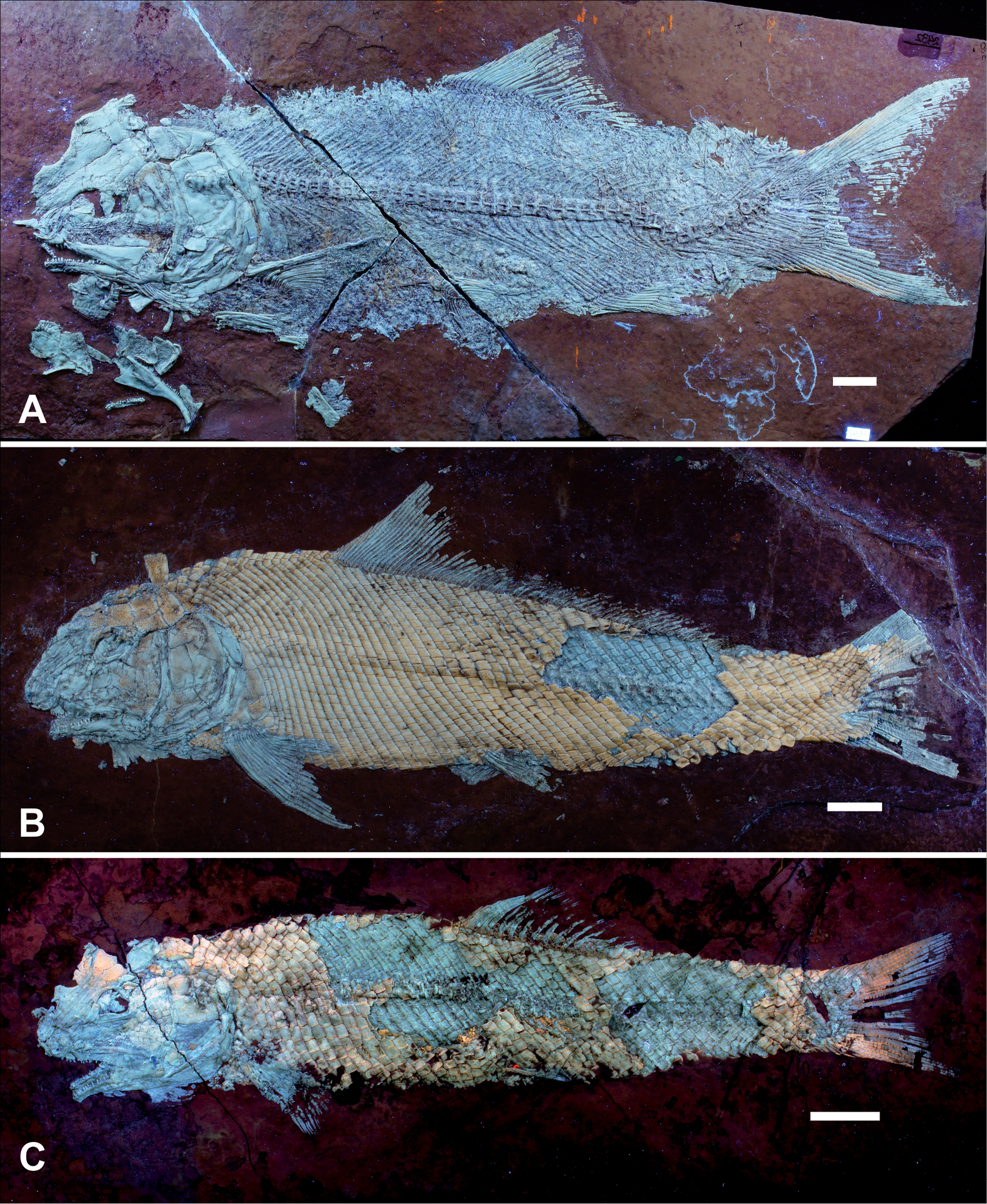
Fósiles de la Cantera de Tlayúa, Puebla (incluyendo Quetzalichthys perrilliatae)

Presentó una propuesta a la Comisión Nacional para el Conocimiento y Uso de la Biodiversidad (CONABIO) para rescatar y conservar la paleobiota de la Cantera Tlayúa, en Tepexi de Rodríguez, Puebla, un lugar de interés para la investigación paleontológica, la necesidad de protección se considera por el importante patrimonio nacional de la zona que se estima tiene más de 110 millones de años. La relevancia de la cantera Tlayúa radica en la perfecta preservación de sus fósiles y en la gran biodiversidad que presenta entre invertebrados y vertebrados. Un ejemplo es la especie Quetzalichthys perrillatae (que significa el pez emplumado de la doctora Perrilliat), una de las representantes más jóvenes conocidas de los ionoscopiformes, grupo que surgió en Europa durante el periodo Triásico de la era de los dinosaurios y la era mesozoica, cuando Pangea comenzaba a fragmentarse en Gondwana y Laurasia, dando origen al mar de Tetis. El hallazgo de esa especie en Tlayúa es significativo porque evidencia el reencuentro de dos subgrupos ionoscopiformes al final de la apertura de Pangea en la región donde el mar de Tetis y el Océano Protopacífico se encontraron hace cerca de 150 millones de años.
María del Carmen Perrilliat también investigó sobre la organización y funcionamiento de las colecciones paleontológicas del Museo de Geología, mencionaba que las colecciones paleontológicas no solo tienen la responsabilidad de albergar y almacenar el registro fósil sino también de brindar el cuidado y las buenas condiciones de uso de estos materiales para fines de investigación científica y entretenimiento. Asimismo, hizo referencia al marco jurídico que protege a las colecciones paleontológicas en México en la Constitución Política Mexicana, en los artículos de 27 y 73, y también por la Ley General de Bienes Nacionales y la Ley Federal sobre Monumentos y Zonas Arqueológicos, Artísticos e Históricos, donde se establece como prioridad de la Nación a los recursos naturales; y se otorga al Congreso de la Unión la facultad para legislar sobre el registro fósil.
Ha publicado libros y artículos científicos a nivel nacional e internacional, entre los que se encuentran los siguientes:

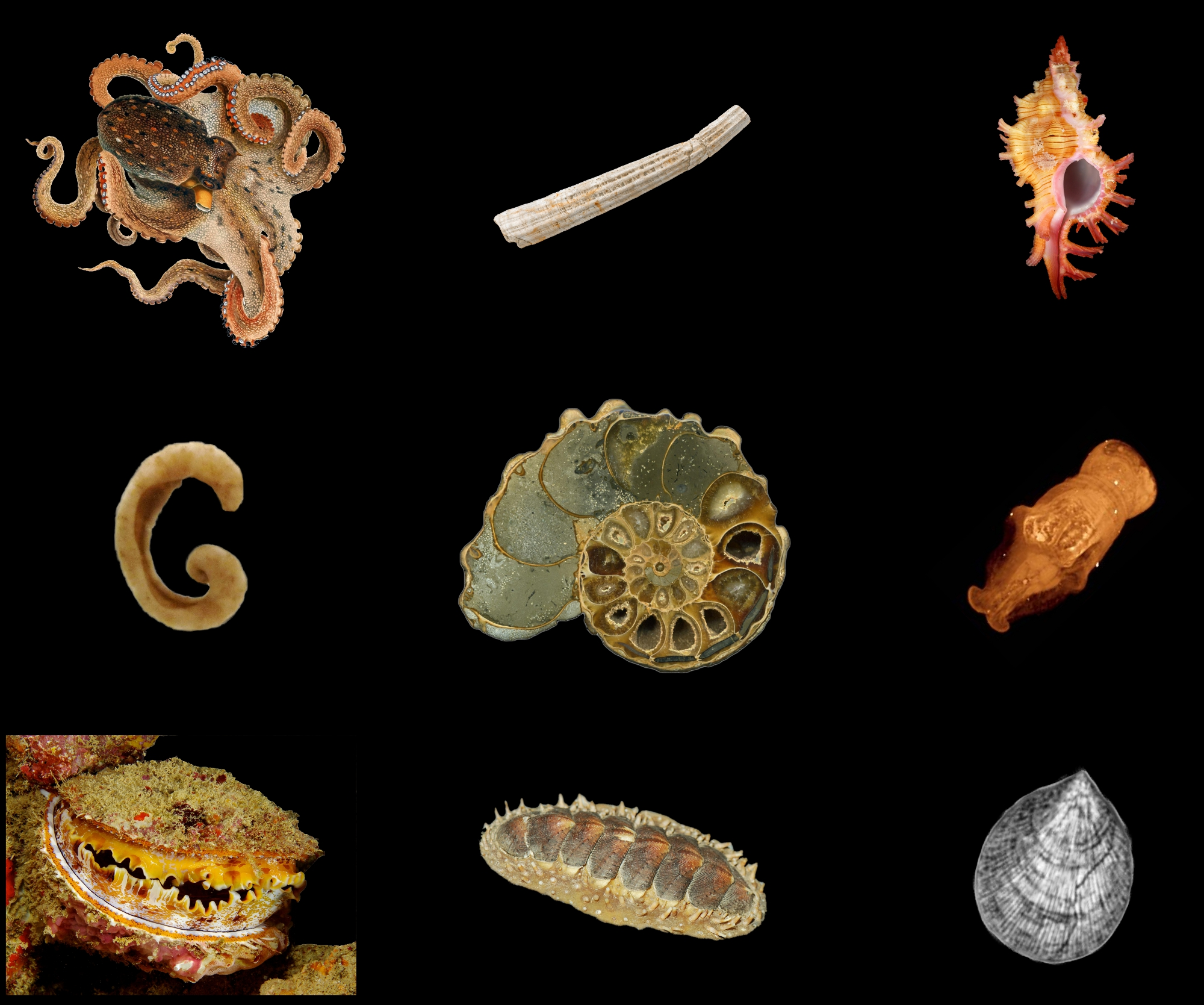
Fósiles de moluscos

### Publicaciones
- Studies on Mexican Paleontology, 2005.
- Bivalvos de la formación Tuxpan (Mioceno medio) Estado de Veracruz, México, 1994.

- Catálogo de ejemplares tipo de vertebrados fósiles en la colección paleontológica del Instituto de Geología, UNAM, 1993.
- Bivalvos y gasterópodos de la Formación Ferrotepec (Mioceno medio) de Michoacán, 1992.
- Una especie nueva del género Costacopluma (Arthropoda: Decapoda) del Maastrichtiano de Nuevo León, 1989.
- Moluscos del Maastrichtiano de la sierra El Antrisco, Estado de Nuevo León, 1990.
- Pectínidos del Plioceno del área de Santa Rosalía, Baja California Sur, 1989.
- Organización y funcionamiento de las colecciones paleontológicas del Museo de Geología del Instituto de Geología de la UNAM, 1986.
- Monografía de los moluscos del Mioceno medio de Santa Rosa, Veracruz, México, (7 volúmenes) 1972-1984.
- Catálogo de ejemplares tipo de invertebrados fósiles en el Museo de Paleontología del Instituto de Geología, UNAM, México, 1981.
- Catálogo de moluscos del Terciario del sur de México (Estados de Veracruz, Oaxaca y Chiapas), 1974.[16]
- Fauna del Cretácico y del Terciario del Norte de Baja California, 1968.[17]

## Museo María del Carmen Perrilliat

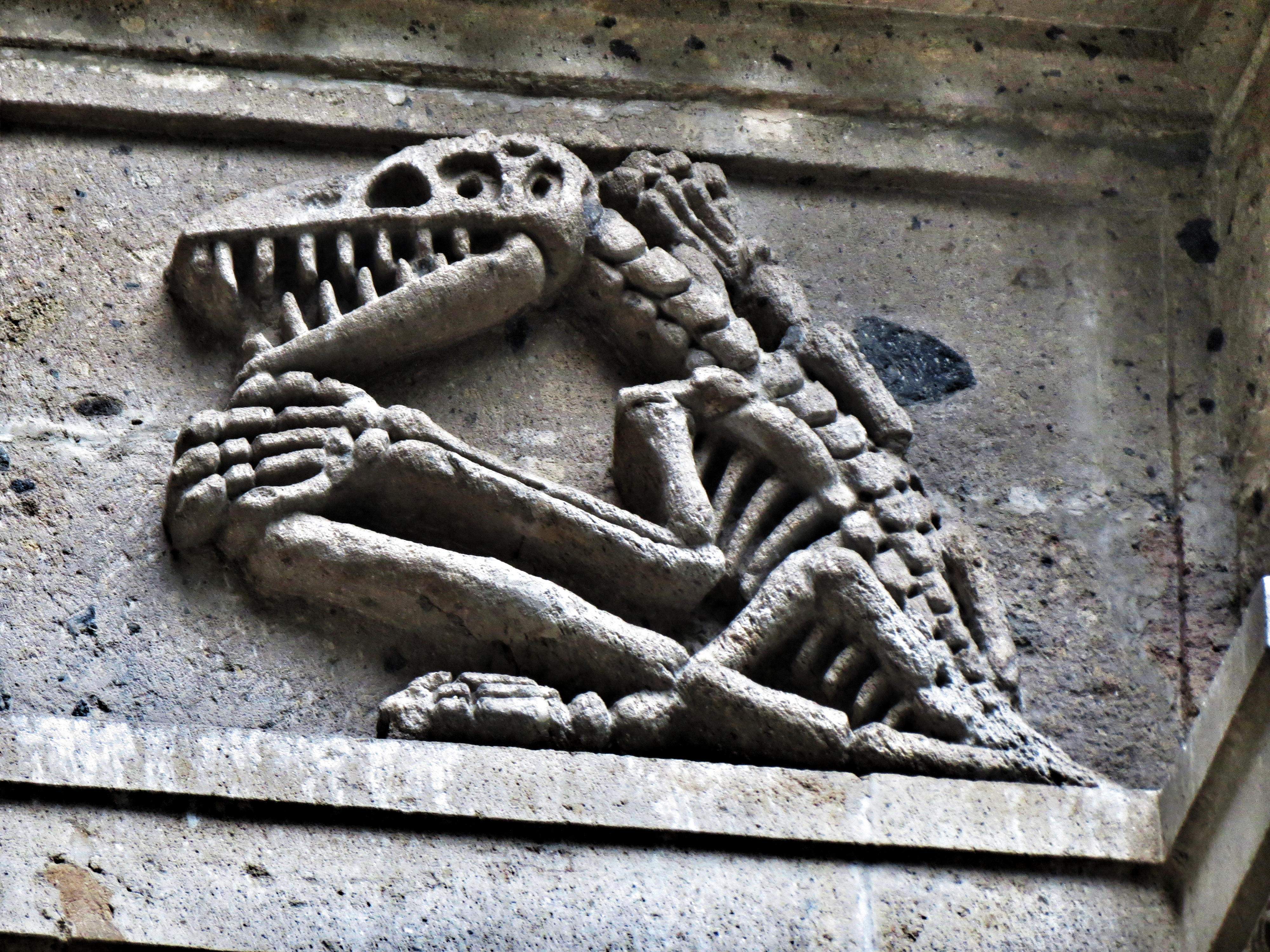
Museo María del Carmen Perrilliat M. en el Instituto de Geología de la Universidad Nacional Autónoma de México

En 2004, se anunció la creación del espacio Museo María del Carmen Perrilliat M. donde se encuentra la Colección Nacional de Paleontología del Instituto de Geología de la Universidad Nacional Autónoma de México que alberga millones de ejemplares y de la cual fue su coordinadora. Actualmente, esta es una colección pública que pertenece al Estado mexicano, durante mucho tiempo fue la única colección de este tipo en el país. Aunque existen otras colecciones paleontológicas; se sigue considerando la más grande, representativa y mejor organizada, no sólo la más importante de México sino también una de las más grandes en América Latina reconocida por instituciones nacionales y extranjeras,  actualmente forma parte de la Natural Science Collections Alliance debido a la relevancia de sus ejemplares, curaduría y servicio a la comunidad científica. Su colección de fósiles mexicanos es catalogada como la más valiosa en cuanto a número de ejemplares y diversidad de taxa recolectados a lo largo de más de un siglo.
Esta colección se identifica como Patrimonio Paleontológico de México y fue inscrita en el Sistema Único de Registro Público de Monumentos y Zonas Arqueológicos e Históricos. Tiene cinco secciones: referencia geográfica, materiales extraños, materiales recientes, moldes y la colección de tipos. La colección tipo incluye: 1) especímenes pertenecientes a series tipo y 2) especímenes testigo, que se registran en esta colección como hipotipos. Esta sección comprende alrededor de 10.000 especímenes de microfósiles, plantas, invertebrados y vertebrados, que van desde finales del Precámbrico hasta el período cuaternario del Cenozoico.